# チャンドラシェックハー・アガシェ
チャンドラシェックハー・アガシェ（マラーティー語：चंद्रशेखरआगाशे; IAST：Candraśekhara Agashe; Chandrashekhar Agashe ; 1888年2月14日 - 1956年6月9日）は、インドの実業家、弁護士であり、Brihan Maharashtra Sugar Syndicate Ltd.の創設者として最もよく記憶されている。彼は1934年の創業から1956年の死去まで、会社のマネージングディレクターを務めた。また、彼はBhor State Council総裁を1932年から1934年までを務めた。